# Paku Negara
Paku Negara is een bestuurslaag in het regentschap Lampung Barat van de provincie Lampung, Indonesië. Paku Negara telt 1722 inwoners (volkstelling 2010).